# Pucarani
Pucarani ist eine Ortschaft im Departamento La Paz im Hochland des südamerikanischen Anden-Staates Bolivien.

## Lage im Nahraum
Pucarani ist zentraler Ort des Municipios Pucarani und Verwaltungssitz der Provinz Los Andes und liegt am rechten Ufer eines Zuflusses zum Río Nurancana, der in den südöstlichen Abschnitt des Titicacasees fließt. Die Ortschaft liegt auf einer Höhe von 3865 m fünfzehn Kilometer südöstlich des Titicacasees.

## Geographie
Pucarani liegt auf dem bolivianischen Altiplano zwischen den Anden-Gebirgsketten der Cordillera Occidental im Westen und der Cordillera Central im Osten. Die Region weist ein ausgeprägtes Tageszeitenklima auf, bei dem die mittleren Temperaturschwankungen im Tagesverlauf deutlicher ausfallen als im Jahresablauf.
Die Jahresdurchschnittstemperatur der Region liegt bei 9 °C, die mittleren Monatswerte schwanken nur unwesentlich zwischen 6 °C im Juli und 10 °C im November und Dezember (siehe Klimadiagramm Batallas). Der Jahresniederschlag beträgt etwa 600 mm, die Monatsniederschläge liegen zwischen unter 15 mm in den Monaten Juni bis August und zwischen 100 und 120 mm von Dezember bis Februar.

## Verkehrsnetz
Pucarani liegt in einer Entfernung von fünfzig Straßenkilometern nordwestlich von La Paz, der Hauptstadt des gleichnamigen Departamentos.
Von La Paz führt die Nationalstraße Ruta 2 über El Alto in nordwestlicher Richtung dreißig Kilometer bis Villa Vilaque, von dort zweigt eine Nebenstraße weiter nach Nordwesten ab und erreicht nach zwanzig Kilometern die Ortschaft Pucarani.
Direkt südlich von Pucarani befindet sich südlich der Straße in flachem Gelände eine 3,2 Kilometer lange asphaltierte Tourenwagen-Rennstrecke.

## Bevölkerung
Die Einwohnerzahl des Ortes ist in den vergangenen beiden Jahrzehnten auf knapp das Doppelte angestiegen:
| Jahr | Einwohner | Quelle       |
| ---- | --------- | ------------ |
| 1992 | 687       | Volkszählung |
| 2001 | 840       | Volkszählung |
| 2012 | 1313      | Volkszählung |
| 2024 |           | Volkszählung |

Die Region weist einen hohen Anteil an Aymara-Bevölkerung auf, im Municipio Pucarani sprechen 96,7 Prozent der Bevölkerung Aymara.